# Montgomery megye (Iowa)
Montgomery megye az Amerikai Egyesült Államokban, azon belül Iowa államban található. Megyeszékhelye Red Oak. Lakosainak száma 10 330 fő (2020. április 1.). Montgomery megye Cass, Page, Pottawattamie, Adams, Mills, Fremont és Taylor megyékkel határos.

## Népesség
A megye népessége az elmúlt években az alábbi módon változott:
| Lakosok száma | 10 694 | 10 650 | 10 552 | 10 424 | 10 234 | 10 330 |
|               | 2010   | 2011   | 2012   | 2013   | 2015   | 2020   |